# لنا (تصویر)

تصویر لنا سودربرگ استفاده شده در آزمایشهای پردازش تصویر.)

لنا نام یک تصویر استاندارد تست است که از مجله پلی‌بوی برگرفته شده و عکسی از لنا سودربرگ، یک مدل سوئدی است که برای شماره نوامبر ۱۹۷۲ برهنه ظاهر شد. این عکس به احتمال زیاد، پرکاربردترین تصویر تست برای انواع مختلف الگوریتم‌های پردازش تصویر (مانند فشرده‌سازی و حذف نویز) و پردازش‌های وابسته است
لنا یکی از تصاویر استاندارد در زمینه پردازش تصویر دیجیتال است که از سال ۱۹۷۳ میلادی به کار گرفته شد. این تصویر عکسی از مدل سوئدی لنا فورسن است که توسط عکاس دوایت هوکر گرفته و از بخش مرکزی شماره نوامبر ۱۹۷۲ مجله پلی‌بوی برش داده شده است. در سال‌های اخیر، این تصویر به دلیل محتوایش بحث‌برانگیز شده و برخی از مجلات علمی آن را نامناسب دانسته و استفاده از آن را منع یا محدود کرده‌اند. خود فورسن نیز خواستار بازنشستگی این تصویر شده و گفته است: «وقت آن است که از فناوری بازنشسته شوم.»
نام "Lenna" به منظور اطمینان از تلفظ صحیح نام مدل انتخاب شد. لنا فورسن در این مورد توضیح داده است که نمی‌خواست نام او به شکل نادرست "Leena" تلفظ شود.

## تاریخچه
پیش از لنا، نخستین استفاده از تصویر مجله پلی‌بوی برای آزمایش الگوریتم‌های پردازش تصویر در سال ۱۹۶۱ صورت گرفت. لارنس رابرت، دو تصویر خاکستری‌مقیاس برش‌خورده از شماره ژوئیه ۱۹۶۰ مجله پلی‌بوی، که شامل تصاویر مدل تدی اسمیت بود، را در پایان‌نامه خود در مؤسسه فناوری ماساچوست برای بررسی الگوریتم‌های شطرنجی‌کردن تصویر به کار برد.
تصویر لنا در ابتدا برای مطالعه پردازش تصویر با وضوح بالا طراحی شد. این تصویر توسط الکساندر ساچوک، استادیار مؤسسه پردازش تصویر و سیگنال دانشگاه کالیفرنیای جنوبی، به همراه دانشجویی تحصیلات تکمیلی و مدیر آزمایشگاه در سال ۱۹۷۳ اسکن شد. آن‌ها به دنبال تصویری با کیفیت بالا بودند و از تصاویر موجود خسته شده بودند؛ سرانجام یکی از کارکنان مجله پلی‌بوی را به آزمایشگاه آورد و با برش قسمت بالای تصویر، آن را برای اسکن آماده کردند. اسکنر مورد استفاده آن‌ها دقت ۱۰۰ خط در اینچ داشت و به همین دلیل بخش بالای ۵٫۱۲ اینچی تصویر برای ایجاد یک تصویر ۵۱۲x۵۱۲ پیکسلی انتخاب شد.
از دهه ۱۹۷۰ و ۱۹۸۰ میلادی، استفاده از تصویر لنا گسترش یافت. در سال ۱۹۹۱، این تصویر بر روی جلد مجله Optical Engineering به نمایش درآمد و توجه مجله پلی‌بوی را به نقض احتمالی حق نسخه‌برداری جلب کرد. اوج استفاده از این تصویر در اینترنت در سال ۱۹۹۵ بود و این عکس به یکی از پرکاربردترین تصاویر در تاریخ کامپیوتر تبدیل شد. تصویر لنا همچنان در مقالات علمی و مجلات معتبر در سراسر جهان ظاهر می‌شود و به عنوان یک تصویر استاندارد در آزمایش‌های پردازش تصویر مورد استفاده قرار می‌گیرد.
لنا فورسن در سال ۱۹۹۷، مهمان کنفرانس پنجاهمین سالگرد جامعه علوم و فناوری تصویر بود و در سال ۲۰۱۵ نیز به عنوان مهمان ویژه در مراسم اختتامیه IEEE ICIP حضور یافت. به گفته دیوید سی. مانسون، سردبیر مجله IEEE Transactions on Image Processing، این تصویر به دلیل جزئیات، مناطق مسطح، سایه‌ها و بافت‌ها، تصویری مناسب برای آزمایش‌های پردازش تصویر است. او اضافه کرده که جذابیت بصری تصویر نیز ممکن است در محبوبیت آن تأثیر داشته باشد.

## انتقادات
استفاده از تصویر لنا به دلیل ارتباط آن با مجله پلی‌بوی و اینکه برخی آن را تحقیرآمیز نسبت به زنان می‌دانند، با انتقاداتی مواجه شده است. دایان پی اولئاری، ریاضی‌دان کاربردی، در مقاله‌ای در سال ۱۹۹۹ دربارهٔ دلایل غالب بودن مردان در رشته علوم کامپیوتر، به این موضوع اشاره کرده که استفاده از تصاویر تحریک‌آمیز در کلاس‌های پردازش تصویر، نشان‌دهنده تمرکز این کلاس‌ها بر مخاطب مرد است. به عنوان مثال، استفاده از تصویر لنا در دوره‌های آموزشی و مجلات علمی تا امروز همچنان ادامه داشته است. در سال ۲۰۱۲، به منظور جلب توجه به این موضوع، مقاله‌ای در زمینه نمونه‌برداری فشرده از تصویر مدل مرد ایتالیایی، فابیو لانزونی، به عنوان جایگزینی برای تصویر لنا استفاده کرد.
طی سال‌های اخیر، نهادهای مختلفی استفاده از تصویر لنا را محدود کرده‌اند. در سال ۲۰۱۸، مجله Nature Nanotechnology اعلام کرد که دیگر مقالاتی را که از این تصویر استفاده کنند، نمی‌پذیرد. در همان سال، انتشارات SPIE که مجله Optical Engineering را منتشر می‌کند، استفاده از تصویر لنا را بدون توجیه علمی قوی ممنوع کرد و اعلام کرد که این تصویر دیگر به‌عنوان استاندارد مناسبی برای ارزیابی کیفیت تصویر به‌کار نمی‌رود. لنا فورسن نیز در فیلم مستند «از دست دادن لنا» که در سال ۲۰۱۹ ساخته شد، خواستار بازنشستگی تصویر خود شد و گفت: «سال‌ها پیش از مدلینگ بازنشسته شدم؛ وقت آن است که از فناوری هم بازنشسته شوم.» مؤسسه مهندسان برق و الکترونیک (IEEE) نیز اعلام کرد که از اول آوریل ۲۰۲۴ استفاده از تصویر لنا را در انتشارات خود ممنوع می‌کند.